# Zakrevske, Kozeleț
Zakrevske (în ucraineană Закревське) este un sat în comuna Oleksiivșciîna din raionul Kozeleț, regiunea Cernihiv, Ucraina.

## Demografie
Componența lingvistică a localității Zakrevske
     Ucraineană (100%)
Conform recensământului din 2001, toată populația localității Zakrevske era vorbitoare de ucraineană (100%).